# Сигурд Лавард
Сигурд Лавард (XII век, Фарерские острова — 1200 или 1200, Норвегия) — старший сын короля Норвегии Сверрира Сигурдссона.
Сигурд Сверрессон Лавард впервые упоминается во время битвы за Нидарос в ноябре 1181 года, когда город захватил соперник Сверре, король Магнус Эрлингссон. По словам Саксона Грамматика, Сигурд родился в то время, как Сверре всё ещё жил на Фарерских островах и получил имя Унос в честь человека, который тогда считался отцом Сверре. Позже, когда Сверре объявил себя сыном короля Сигурда Мунна, Сверре соответственно изменил и имя своего сына. Сверре стал королём Норвегии, возглавив восстание против предыдущего короля Магнуса.
Король Магнус был побеждён и убит в 1184 году, но в 1196 году его старые последователи объединились и сформировали партию баглеров. Первая встреча между Сверре и баглерами произошла вдоль побережья Ранрике. Король Сверре поручил Сигурду Лаварду охранять построенную им баллисту. Однако ночью баглеры внезапно напали. Сигурда и его людей застигли врасплох и обратили в бегство, а баллисту уничтожили. После этой неудачи Сигурду больше не давали серьёзных поручений. Сигурд Лавард умер в 1200 или 1201 году, когда его отец был ещё жив. Он оставил маленького сына Гутторма, который был королём несколько месяцев в 1204 году.